# Margiana

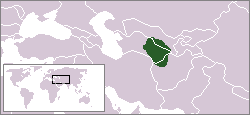
Margiana, ok. 300 r. p.n.e.

Margiana – historyczna kraina w Azji centralnej, dzisiaj we wschodnim Turkmenistanie, położona nad rzeką Murgab (grecka Margos). Ślady rolnictwa na obszarze żyznej delty rzeki sięgają III/II tysiąclecia p.n.e.
W VI wieku p.n.e. Cyrus II Wielki włączył Margianę jako satrapię do perskiego imperium Achemenidów. W latach 20. IV w. p.n.e. włączona do imperium Aleksandra Macedońskiego, po jego śmierci we władaniu Seleucydów, później część greckiego królestwa Baktrii. 
Najważniejszym miastem prowincji był Merw.